# 聖安德肋主教座堂 (丹地)
聖安德肋主教座堂（英語：St Andrew's Cathedral）是位於英國蘇格蘭城市鄧迪西區的一座天主教的主教座堂。這主教座堂是天主教聖安德魯斯暨愛丁堡總教區鄧凱爾德主教的寶座和鄧凱爾德教區的母教堂。教堂周日彌撒的時間是上午11點和下午6點。。

## 簡介
聖安德肋主教座堂正面為維多利亞哥特式建築風格，在1836年8月7日啟用。
教堂內有兩個邊祭壇，一個是獻給耶穌聖心，另外一個是永援聖母馬利亞。如所有天主教堂一樣， 聖安德肋主教座堂牆壁有一組苦路。教堂前廳樹立了主保聖人聖安得烈的雕像。教堂後方是洗礼堂。

## 外部連結
- Website of the Diocese of Dunkeld （页面存档备份，存于）（英文）